# Возьники (Радомщанський повіт)
Возьники (пол. Woźniki) — село в Польщі, у гміні Льґота-Велька Радомщанського повіту Лодзинського воєводства.
Населення — 415 осіб (2011).
У 1975-1998 роках село належало до Пйотрковського воєводства.

## Демографія
Демографічна структура станом на 31 березня 2011 року:
|          | Загалом | Допрацездатний вік | Працездатний вік | Постпрацездатний вік |
| -------- | ------- | ------------------ | ---------------- | -------------------- |
| Чоловіки | 196     | 46                 | 123              | 27                   |
| Жінки    | 219     | 47                 | 126              | 46                   |
| Разом    | 415     | 93                 | 249              | 73                   |